# كأس الأبطال الفرنسي 2017
كأس الأبطال الفرنسي 2017 (بالفرنسية: Trophée des champions 2017)‏ هو موسم من كأس الأبطال الفرنسي. أقيم بتاريخ 2017، وفاز فيه باريس سان جيرمان.